# بايرون إدموند ووكر
بايرون إدموند ووكر هو شخصية أعمال كندي، ولد في 14 أكتوبر 1848 في Caledonia, Ontario ‏ في كندا، وتوفي في 27 مارس 1924 في تورونتو في كندا.